# CONPLAN 8888
CONPLAN 8888 (vollständiger Name: CDRUSSTRATCOM CONPLAN 8888-11 Counter-zombie dominance operations) ist ein 31-seitiger Notfallplan für Trainingszwecke der United States Strategic Command, einer Kommandogruppe des United States Department of Defense. Der Plan beschreibt die Methodik, die die US-Bundesregierung anwenden muss, um einen Angriff, einen Aufstand oder einen Ausbruch von Zombies zu stoppen.

## Geschichte
Der Plan wurde in den Jahren 2009 und 2010 von jungen Offizieren erstellt, die eine Ausbildung nach dem Joint Operational Planning and Execution System absolvierten, welches bei der Erstellung und Ausführung aller DoD-Notfallpläne verwendet wird.
Durch die fiktive Beauftragung der Studie war kein Zugriff auf oder die Verarbeitung von klassifizierten Informationen erforderlich. Da das Szenario keine reale Bedrohung wie z. B. einen anderen Staat annimmt, werden diplomatische Komplikationen gegenüber diesen vermieden. Ein dritter Grund für die Verwendung von Zombies als Thema des Plans war, die Offiziere zu motivieren und ihr strategisches Denken zu fördern. Laut Navy gehört der CONPLAN 8888 zu einem Trainingsinstrument, welches die Grundlagen militärischer Pläne aufzeige. Statt mit realen Staaten zu üben, sei ein fiktiver Gegner besser.
Der Plan wurde auf Intellipedia der United States Intelligence Community veröffentlicht. Obwohl zunächst als Verschlusssache eingestuft, wurde der Plan und alle zugehörigen Seiten nach einem Antrag unter dem Freedom of Information Act freigegeben.

## Typen von Zombies
Im Abwehrplan wird von unterschiedlichen Arten von Zombies ausgegangen:
1. „Pathogene Zombies“: durch Ansteckung zu Untoten gewordene Menschen.
2. „Bösartige Zauber-Zombies“: durch Okkultismus erweckte Zombies.
3. „Weltraum-Zombies“: durch außerirdische Giftstoffe verseuchte und zu Untoten gewordene Menschen.
4. „Vegetarische Zombies“: Sie sind keine direkte Bedrohung für den Menschen. Hinsichtlich von Abholzung und Vernichtung wichtiger Nutzpflanzen können sie dennoch gefährlich werden.
5. Durch elektromagnetische Wellen infiziert und zu Zombies gewordene Menschen.
6. Bewaffnete Zombies: absichtlich durch Bio-/Biomechanik erzeugt, um sie als Waffe einzusetzen.
7. Symbiose-induzierte Zombies: durch die Einführung einer symbiotischen Lebensform in einen ansonsten gesunden Wirt erzeugte Zombies.
8. Hühner-Zombies („Chicken-Zombies“): Hühner-Zombies entstehen, wenn alte Hühner, die keine Eier mehr legen können, von Geflügelhaltern fälschlicherweise mit Kohlenmonoxid eingeschläfert werden. Die Hühner werden dann in großen Haufen zur Verwesung abgelegt. Die Hühner scheinen tot zu sein, wenn sie begraben werden, erwachen aber auf unerklärliche Weise wieder zum Leben und graben sich aus den Haufen toter Hühner aus. Nachdem sie die Oberfläche erreicht haben, taumeln die Hühner-Zombies umher, bevor sie schließlich an einem inneren Organversagen sterben.
Auch wenn es lächerlich klingt, ist dies die einzige nachgewiesene Zombieklasse, die tatsächlich existiert.
Die Hühner-Zombies wurden erstmals in Jonathan M. Forresters Online-Artikel "Zombie Chickens Taking Over California" vom 4. Dezember 2006 dokumentiert.

## Fünfstufenplan
Da es kein Heilmittel gegen eine Apokalypse gibt, erfolgt im CONPLAN 8888 ein fünfstufiger Plan, um die Ordnung im Land wiederherzustellen:
1. Sich aufstellen
2. Abschrecken
3. Die Initiative übernehmen
4. Dominanz erlangen
5. Stabilisieren

Abschließend wird die zivile Ordnung wiederhergestellt.

## Abwehrpläne in anderen Ländern
Der CONPLAN 8888 ist nicht das einzige offizielle Regierungsmedium, welches über Zombies berichtet.
Die US-Gesundheitsbehörde CDC verwendet Zombieplagen in Werbekampagnen, um die Bevölkerung auf Katastrophen vorzubereiten.
Auch die kanadische Provinz British Columbia verwendet eine Zombieplage als Übertreibung für eine reale Katastrophe und empfiehlt einen halbvollen Autotank sowie einen Notfallkoffer. Quebec plante, das Training auf eine Zombieplage zu stützen, verfolgte dies nach Beschwerden über Regierungsausgaben aber nicht weiter.
Die Piratenpartei fragte den Berliner Senat, ob die Stadt auf ein solches Szenario vorbereitet sei. Mit Hinweis auf den Katastrophenschutz wurde die Anfrage abgewiesen.

### Lowlands 2017
Während des Festivals Lowlands im Jahr 2017 führten mehrere Universitäten und Hochschulen Studien durch. Eine befasste sich mit der Vorhersage der Ausbreitung von Infektionskrankheiten. Die Öffentlichkeit konnte eine App für iOS oder Android herunterladen, die eine Zombie-Epidemie simulierte. Wenn eine Person eine bestimmte Zeit in der Nähe einer anderen Person verbrachte, die als "infiziert" gekennzeichnet war, wurde diese Person ebenfalls infiziert. Die Studie wurde vom RIVM und der Vrije Universiteit Amsterdam durchgeführt.